# دانکن (ایندیانا)
دانکن (به انگلیسی: Duncan) یک منطقهٔ مسکونی در ایالات متحده آمریکا است که در شهرستان فلوید، ایندیانا واقع شده‌است. دانکن ۲۴۵٫۰۶ متر بالاتر از سطح دریا واقع شده‌است.